# Петровце (Прешовский край)
Петровце (словац. Petrovce) — село и одноимённая община в районе Вранов-над-Топлёу Прешовского края Словакии. В письменных источниках начинает упоминаться с 1412 года.

## География
Село расположено в южной части края, в пределах северо-восточной части Подсланской возвышенности, к западу от реки Топли, при автодороге 3604. Абсолютная высота — 345 метров над уровнем моря. Площадь муниципалитета составляет 13,71 км².

## Население
| Год:                | 1994 | 2004    | 2014    | 2024    |
| ------------------- | ---- | ------- | ------- | ------- |
| Количество человек: | 446  | 440     | 453     | 441     |
| Разница:            |      | −1,34 % | +2,95 % | −2,64 % |

По данным последней официальной переписи 2011 года, численность населения Петровце составляла 435 человек.